# Chính sách thị thực của Ả Rập Xê Út
Du khách đến Ả Rập Saudi phải xin thị thực từ trước trừ khi họ đến từ một trong những quốc gia được miễn thị thực. Ả Rập Saudi không có thị thực du lịch như họ đang dự tính đưa ra vào năm 2018.
Tất cả hành khách phải có hộ chiếu còn hiệu lực 6 tháng.

## Bản đồ chính sách thị thực

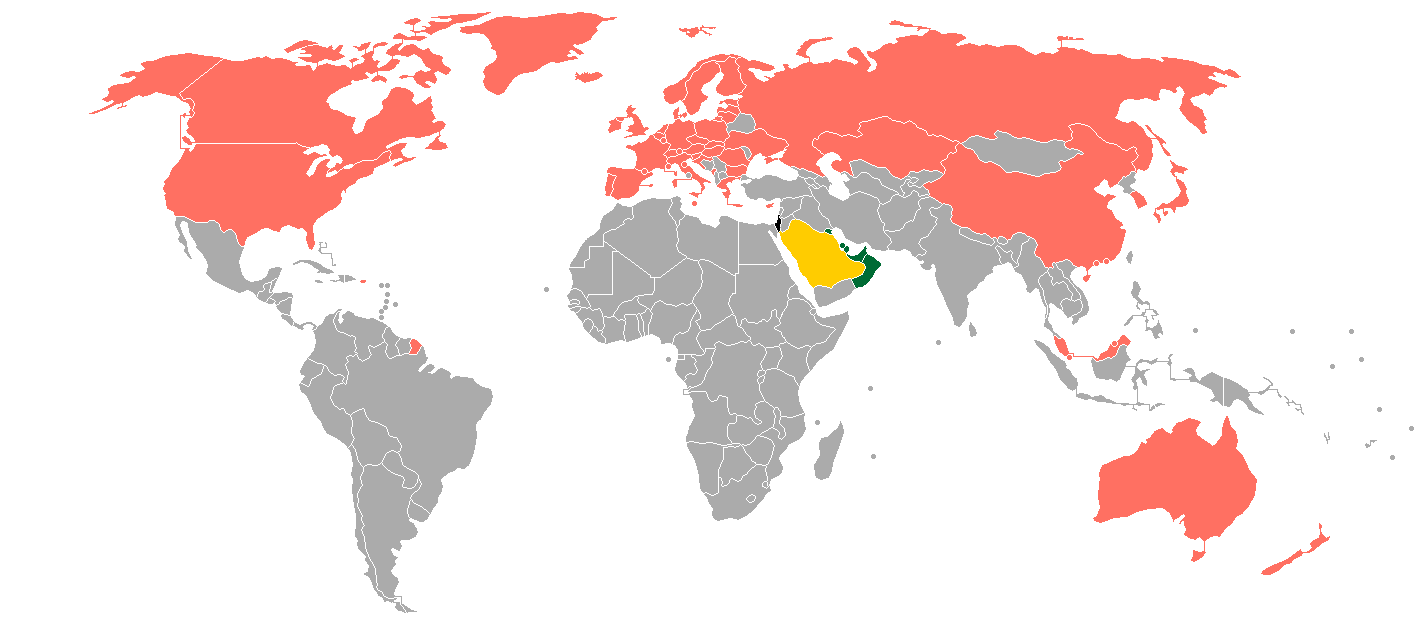
Chính sách thị thực Ả Rập Saudi
Ả Rập Saudi
Miễn thị thực
Từ chối nhập cảnh
Cần thị thực

## Miễn thị thực
Công dân của 4 quốc gia sau không cần thị thực để đến Ả Rập Saudi và có thể sử dụng thẻ căn cước để đến đây:
| - Bahrain - Kuwait - Oman - Các Tiểu vương quốc Ả Rập Thống nhất |

Miễn thị thực cũng áp dụng với người sở hữu hộ chiếu ngoại giao hoặc công vụ của Pháp.

## Từ chối nhập cảnh
Từ ngày 5 tháng 6 năm 2017, công dân của  Qatar bị từ chối nhập cảnh. Công dân Qatar có 14 ngày để rời khỏi quốc gia này. Trước đó Qatar không cần thị thực để đến Ả Rập Saudi.
Công dân của  Israel bị từ chối nhập cảnh và quá cảnh và du khách nào trên hộ chiếu có thị thực Israel có thể bị từ chối nhập cảnh.

## Thị thực Hajj
Một loại thị thực đặc biệt tồn tại đối với người hành hương đến Ả Rập Saudi vào Hajj. Đơn xin được khuyến khích thực hiện qua một đại lý du lịch có bằng và được chấp nhận từ giữa Mid-Shawwal và Dhual-Qa'dah thứ 25.
Du khách nữ đạo Hồi đến để thực hiện Umrah hoặc Hajj phải được đi cùng bởi một thành viên nam trực tiếp trong gia đình như bố, chồng hoặc con trai, nhưng phải từ 18 tuổi trở lên; hoặc phải lớn hơn 45 tuổi đi cùng với một nhóm khách du lịch nữ bằng tuổi, được dẫn bởi trưởng nhóm suốt chuyến đi.